# Абдуллах ибн Сухайль
Абдуллах ибн Сухайль (араб. عبد الله بن سهيل‎; 594, Мекка — 632) — один из  сподвижник исламского пророка Мухаммеда, который переселился в Медину, используя хитрую тактику в битве при Бадре. Он также является сыном известного государственного деятеля курайшитов Сухайля ибн Амра и братом Абу Джандала ибн Сухайля.

## Биография
Абдулла ибн Сухайль родился около 594 года и был сыном Сухайля ибн Амра из племени Бану Амир. Его матерью была Фахита бинт Амир ибн Науфаль. Абдулла принял ислам и стал мусульманином в Мекке ещё до битвы при Бадре, но не имел возможности присоединиться к мусульманам в Медине. Покинуть Мекку и открыто исповедовать ислам было для Абдуллаха трудно из-за сильного влияния его отца и его почётного положения среди курайшитов. Абдулла придумал план перейти на другую сторону и объединить силы с мусульманами в Бадре. Он поехал в Бадр с остальными язычниками-курайшитами и своим отцом и подождал, пока два войска не разбили лагерь достаточно близко друг к другу, чтобы они оба были в пределах видимости друг друга. Поскольку лагерь мусульман был так близко, Абдулла бежал на сторону Мухаммеда и сражался вместе с ними на следующий день.
Его относительно раннее обращение в ислам и участие в битве при Бадре в качестве мусульманина ставят его в почётное положение среди сподвижников. Считается, что он эмигрировал в Эфиопию во время первого переселения. Затем вернулся в Мекку, где его отец Сухайл ибн Амр забрал его, связал с собой и заставил отказаться от своей религии. Абдуллах ибн Сухайль также участвовал в битве при Ухуде, битве у рва и в битве при Ямаме. Он также стал свидетелем Худайбийсого договора. В день завоевания Мекки Абдулла ибн Сухайль взял клятву безопасности для своего отца, после того, как его отец опасался за его жизнь.

## Смерть
В 632 году Абдуллах в возрасте 38 лет принял мученическую смерть в битве при Ямаме. Его зять, Абу Хузайфа ибн Утба, молочный племянник, Салима ибн Макиля и троюродный брат, Зейд ибн аль-Хаттаб, были убиты сразу после него. После его смерти Халид ибн аль-Валид сказал, что он выполнил свой долг и что посланник Бога был доволен им, когда он умер, и молился за него, чтобы он попал на высочайшее небо. Его глубоко оплакивали его брат, Абу Джандаль ибн Сухайль и его отец, Сухайль ибн Амр. Его отец иногда молил Аллаха даровать милость и даровать свою милость Абдуллаху. Абдулла умер, не оставив детей.